# フォーブス400

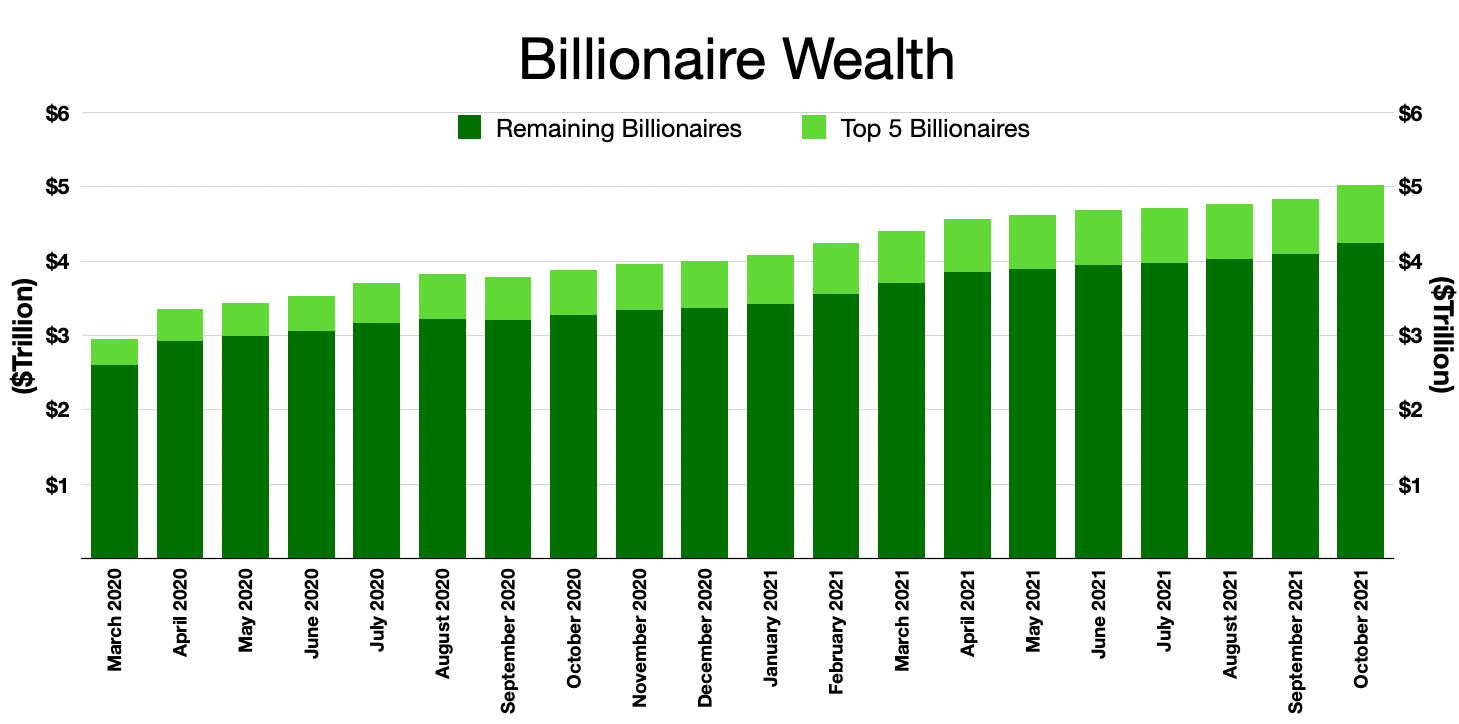
一覧に掲載された純資産の合計の推移

フォーブス400(Forbes 400)は、『フォーブス』誌が毎年9月頃に発表している、アメリカ合衆国内に資産を保有するアメリカ合衆国市民のうち、純資産の総額が高い者400人の一覧である。1982年にマルコム・フォーブスによって始められた。
ピーター・W・バーンスタインとアナリン・スワンはフォーブス400について、第二次世界大戦後のアメリカ社会では企業の力が重視されていたが、1982年ごろからは特定の個人や起業家の力が突出するようになったと説明し、この一覧は、現代のアメリカにおける富の社会的価値についての強力な論拠（そして時には「夢」）を表すものであると述べている。
2012年9月、アメリカのシンクタンクであるInstitute for Policy Studiesは、フォーブス400に掲載された人物の60%以上が「実質的な特権階級」で生まれ育っていると発表した。この一覧は、相続により巨額の財産を継承した人物が、他の人よりも有利なスタートを切っている可能性を説明するのに役立つかもしれない。

## 掲載基準
フォーブス400は、アメリカで最も財を成している者を公表するものである。この一覧には、掲載された人物の学歴、経歴、所属する企業、そして、いかにして財を成したのかなどが記載されている。
「400」の数の由来は、富豪階級の社交場であるカーネギーホールの収容数が400人だったことにちなんでいる。また、西洋の言語には二十進法がよく使われており、400は20の平方でもある（四百を、「四の百倍」と呼ばず、「二十倍の二十」と呼ぶ国も多い）。この点も、400が基準になった理由と思われる。

### 1982年
1982年に発表された最初の「フォーブス400」に掲載されていたもののうち、純資産が10億ドルを超える「ビリオネア」は13人のみであり、一番純資産が少ない者で7500万米ドルだった。リストの掲載者の純資産の合計は、アメリカの国内総生産の2.8%だった。掲載者のうち22.8%が石油関係で財を成した者で、製造業が15.3%、金融関係が9%であり、新技術で財を成した者はわずか3%だった。州別で最も多かったのはニューヨーク州の77人、その次がカリフォルニア州の48人だった。

### 2000年
2000年のフォーブス400掲載者の純資産の合計は、アメリカの国内総生産の12.2%であり、インターネット・バブルの影響により過去最高となった。

### 論争
1984年5月、ドナルド・トランプは自身をフォーブス400に掲載させるため、「ジョン・バロン」（トランプの偽名の一つ）の名前で当時フォーブスの記者だったジョナサン・グリーンバーグに虚偽の情報提供を行った。「バロン」は「〔ドナルド・トランプの父フレッド・トランプの〕資産の大部分は〔ドナルド・〕トランプ氏の資産と一体になっている」と語っていた。2018年4月に、グリーンバーグは「バロン」とやりとりした当時の録音を発見してそれを公開するとともに「トランプは〔バロンという〕ソックパペットを通じて、フレッド・トランプの資産の『90パーセント超』は自分が保有している、と私に語った」と証言した。最終的にグリーンバーグはトランプをフォーブス400の最下位にあたる1億ドルの資産家としてトランプを掲載したが、この金額は「バロン」がトランプの純資産と主張した5億ドルの5分の一である。グリーンバーグによれば、当時のドナルド・トランプの資産額は5百万ドル以上であったことはなく、フォーブスの推計の5パーセント、「バロン」の主張の１パーセントに過ぎなかった。後に裁判記録からも明らかになったが、トランプは父フレッドが1999年に亡くなるまで父親の資産は一切所有していなかった、とグリーンバーグは証言し、フォーブスの記録を訂正した。また父の死後も、トランプが遺産として相続したのはあくまで彼に分与された分だけであり、彼のほかに3人いたフレッドの子と何人かの孫もまたベネフィシャリーとして相応の遺産を相続していた。

## 統計
1982年からの25年間で、フォーブス400に掲載されたのは1,302人である。このうち、アメリカ国外からの移民は97人(7.5%)、女性は202人(15.5%)である。2006年のトップ5のうち4人（ビル・ゲイツ、シェルドン・アデルソン、ラリー・エリソン、ポール・アレン）が大学を中退していた。
フォーブス400のデータを元に、トライバーズ・ウィラード仮説という進化論の仮説の検証が行われたことがある。この仮説は、社会的・経済的な地位の高い親は、そうでない親よりも男の子を多く生むというものである。フォーブス400のデータを用いた初期の研究では、アメリカの富裕層においては、この仮説が強く当てはまるという結果が得られた。しかし、最近の研究では、「男性の富豪には当てはまるが、女性には当てはまらない」「財産を相続した富豪には当てはまるが、自分で財を成した者には当てはまらない」ということが判明している。後者については、富豪になるタイミングと親になるタイミングの差が関係している。自分で財を成した者の多くは、富豪になってから親になっているが、相続で財を成したものは相続する前にすでに親になっている。また、女性は結婚後に姓を変えることが多く、後から追跡をするのが難しいため、結果的に男性の子供のほうが見つけやすいということも指摘されている。
2010年、『ビジネスインサイダー』がフォーブス400の掲載者について調査したところ、同性愛者が3人、インド出身者が4人、インド以外のアジア出身者が6人、女性が34人だった。また、上位100人のうちユダヤ系アメリカ人が30%を占め、400人のうち139人がユダヤ系だった。
2017年、フォーブス400に掲載されたアフリカ系アメリカ人は2人（オプラ・ウィンフリー、ロバート・スミス）のみであり、ラテン系民族は5人だけだった。